# Josef Sievers
Josef Sievers (* 20. Februar 1875 in Dortmund; † 15. Juli 1964 in Daseburg) war ein deutscher Kommunalpolitiker und Landrat (Zentrum).

## Leben und Beruf
Nach dem Schulbesuch absolvierte er von 1893 bis 1897 eine Banklehre in Dortmund, anschließend war er kurzfristig in diesem Beruf tätig. Danach war Sievers selbständiger Ziegelei- und Gutsbesitzer. 
Er war verheiratet und hatte fünf Kinder.

## Abgeordneter
Dem Kreistag des Landkreises Warburg gehörte er von 1946 bis 1948 an. 

## Öffentliche Ämter
Vom 22. Februar 1946 bis zum 8. November 1948 war er Landrat des ehemaligen Kreises Warburg. Von 1918 bis 1945 war er stellvertretender Landrat im Landkreis Warburg und gleichzeitig Kreisdeputierter.

## Sonstiges
Am 29. Dezember 1952 wurde ihm das Bundesverdienstkreuz (Steckkreuz) verliehen. Außerdem erhielt er die Ehrenurkunde des Verbandes ländlicher Genossenschaften am 29. September 1951.